# Aurélien Ferenczi
Pour les articles homonymes, voir Ferenczi.
Aurélien Ferenczi, né le 26 octobre 1962 à Neuilly-sur-Seine et mort le 9 octobre 2024 à Paris, est un journaliste, écrivain et critique de cinéma français.

## Biographie
Spécialiste de cinéma, Aurélien Ferenczi est un temps rédacteur en chef adjoint au magazine Télérama, il est aussi l'auteur et unique rédacteur d'un blog sur le site de Télérama intitulé Cinécure. Il intervient, en outre, dans l'émission de Canal+, Le Cercle.
Il est le frère du journaliste Thomas Ferenczi.
Il meurt dans la nuit du 8 au 9 octobre 2024 d'une crise cardiaque.

## Licenciement deTélérama
Aurélien Ferenczi est licencié de Télérama en 2019, pour des faits qualifiés « d’agissements sexistes, de harcèlement sexuel et de harcèlement moral », d'après Mediapart. Il fait savoir qu'il « conteste totalement les faits qui [lui] ont été reprochés (...)  et donner[a sa] version des faits devant les tribunaux »,.

## Publications
- Lars von Trier, écrit avec Gérard Pangon, Arte éditions, 1997  (ISBN 2842052889)
- Quentin Tarantino, écrit avec Arte éditions, 1997  (ISBN 2842052862)
- Fritz Lang, Cahiers du cinéma, 2007  (ISBN 9782866424879)
- Tim Burton, Cahiers du cinéma, 2007  (ISBN 9782866424961)
- Framboise, quelques hypothèses sur Françoise Dorléac, Institut Lumière/Actes Sud, 2024.

## Filmographie
- 2024 : La Voie du serpent de Kiyoshi Kurosawa